# Totalförsvarets forskningsinstitut

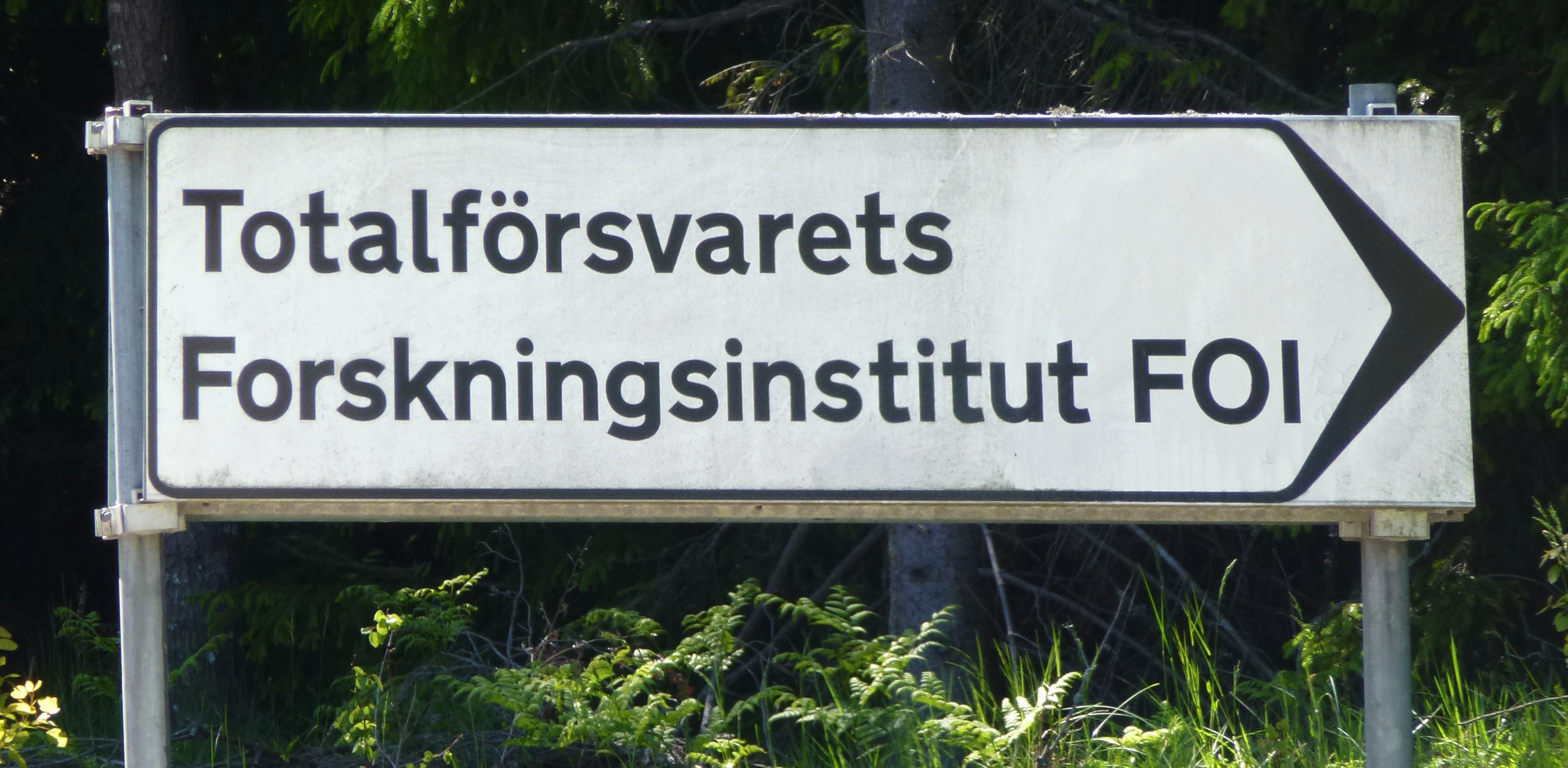
Vägskylt vid Grindsjön.

Totalförsvarets forskningsinstitut (FOI) är en svensk statlig förvaltningsmyndighet som sorterar under Försvarsdepartementet.

## Historik
Myndigheten har en relativt kort egen historia, då den bildades den 1 januari 2001 genom sammanslagning av de två tidigare myndigheterna Flygtekniska försöksanstalten (FFA) och Försvarets forskningsanstalt (FOA).

## Verksamhet
FOI bedriver forskning inom försvar och säkerhet till stöd för Sveriges militära och civila försvar. Forskningen spänner över flera områden, som exempelvis undervatten, cyberförsvar, rymd, telekrig, sensorsystem, civilt försvar, CBRNe (kemiska, biologiska, radiologiska, nukleära och explosiva ämnen), militära plattformar inklusive vapen och skydd samt säkerhetspolitiska analyser.
Myndigheten är främst finansierad av uppdragsintäkter, endast cirka 20 procent av intäkterna är anslag från Regeringskansliet. De flesta uppdragen kommer från Försvarsmakten. FOI hade 2025 cirka 1 500 anställda.
FOI deltar i den europeiska försvarsfonden (EDF) och i flera samarbeten inom Nato.
Verksamhet finns i Stockholmsområdet (Kista och Grindsjön) samt i Linköping och Umeå, där FOI ingår i ett nätverk som också innefattar SkyddC och det Europeiska CBRNE-centret vid Umeå universitet. I Umeå medverkar FOI även till den årliga säkerhetspolitiska konferensen Pax Nordica.
Intäkterna från Försvarsmakten, Försvarets materielverk, övriga svenska myndigheter och Utrikesdepartementet samt anslag från Försvarsdepartementet uppgick 2024 till sammanlagt cirka två miljarder kronor. Intäkterna från svenskt näringsliv, EU och övriga utländska uppdragsgivare uppgick till cirka 80 miljoner kronor.

## Generaldirektörer
FOI har haft följande generaldirektörer (GD):

- 2001–2003: Bengt Anderberg [a]
- 2003–2009: Madelene Sandström [b]
- 2009–2010: Jan-Olof Lind [c]
- 2010–2019: Jan-Olof Lind [d]
- 2019–2019: Anna-Lena Österborg [e]
- 2019–: Jens Mattsson [f]

### Webbkällor
- Totalförsvarets forskningsinstitut i Nationalencyklopedins nätupplaga.